# Mandacaru
O mandacaru (Cereus jamacaru), também conhecido como cardeiro e jamacaru, Planta da família das Cactaceae, gênero cactus. Arbustiva, xerófita, nativa do Brasil, disseminada no Semiárido do Nordeste. Mandacaru e jamacaru vêm do tupi antigo îamakaru, também chamado nhamandakaru.

## Características morfológicas
Nasce e cresce no campo sem qualquer trato cultural. A semente espalhada pelas aves ou pelo vento, não escolhe lugar para nascer. Até sobre telhados de casas rurais pode-se ver pé de mandacaru. O crescimento fica na dependência dos nutrientes do solo em que germina. A espécie típica do bioma caatinga pode atingir cinco até seis metros de altura. Adaptada a viver em ambiente de clima seco, com quantidades de água reduzidas, suas folhas se transformaram em espinhos, que acabam sendo elementos de defesa frente aos animais herbívoros.
Suas raízes são responsáveis pela captação de água no lençol freático. O caule ou tronco colunar serve de eixo de sustentação e sua parte central, o miolo, contém vasos condutores da água e outras substâncias vitais à planta. Lateralmente ao caule, saem peças articuladas facetadas cuja morfologia lembra um grande castiçal com várias ramificações. A parte externa seja do tronco ou das brotações laterais, é protegida por uma grossa cutícula que impede a excessiva perda de água por transpiração. As flores desta espécie de cacto são brancas, muito bonitas e medem aproximadamente doze centímetros de comprimento. Desabrocham à noite e murcham ao nascer do sol. Alimentam as abelhas, especialmente a arapuã. Seus frutos têm uma cor violeta forte, um formato elipsoide, alcança quinze centímetros de comprimento e doze centímetros de diâmetro, em média. A polpa é branca com sementes pretas minúsculas, que servem de alimento para diversas aves típicas da caatinga.[carece de fontes?]

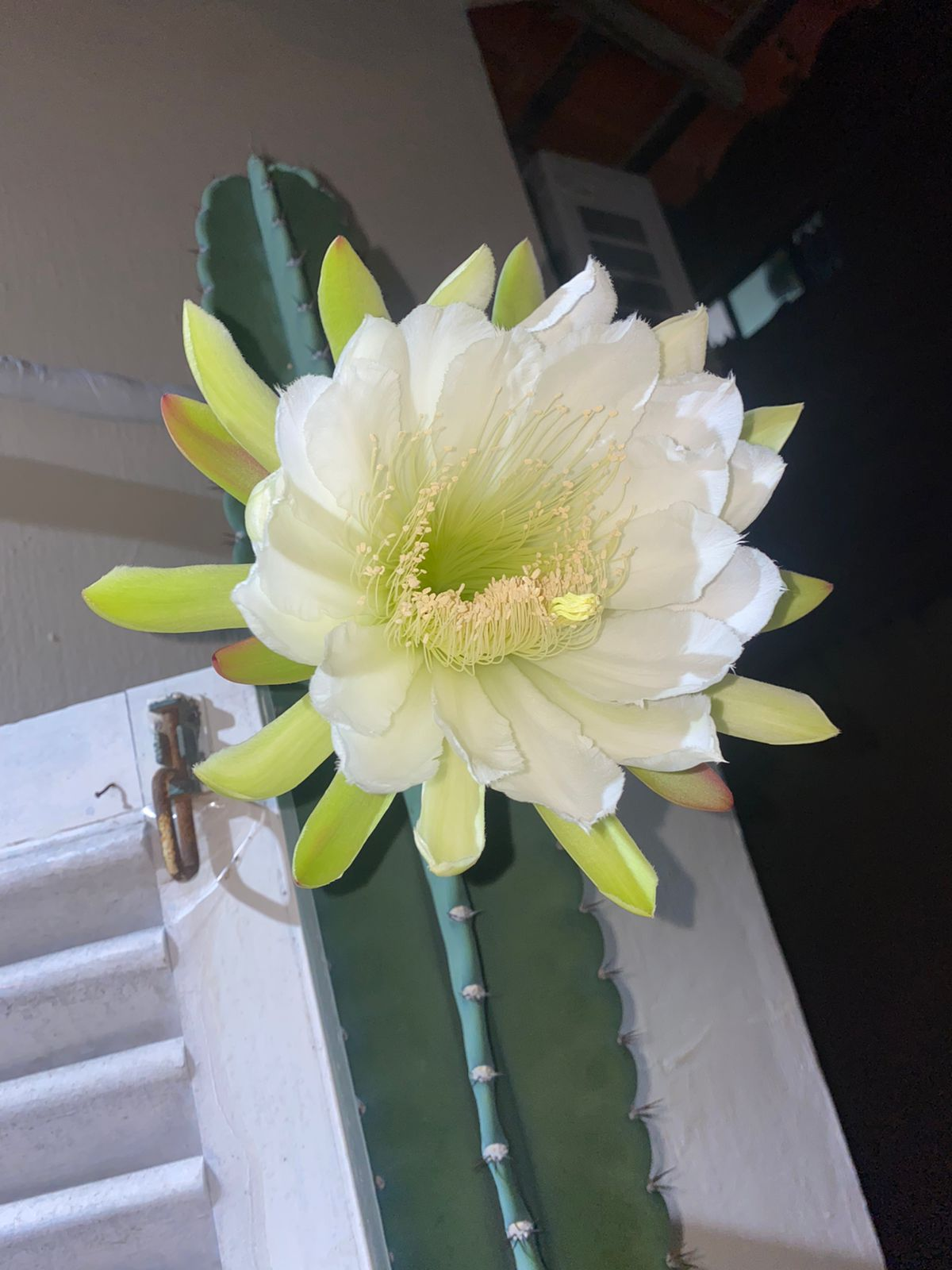
Flor do mandacaru, desabrocha à noite e murcha ao nascer do sol

### Variação - Mandacaru sem espinhos
Denominada cientificamente de Cereus hildmannianus K. Schum, essa variedade foi proveniente de uma mutação genética do Mandacaru (Cereus jamacaru), onde alguns genótipos não desenvolveram os espinhos, ocorrendo naturalmente em alguns estados do Nordeste, principalmente no Rio Grande do Norte e no litoral do Estado do Ceará onde foi encontrado vegetando. Estudos sugerem que este desenvolvimento do mandacaru sem espinho pode estar relacionado com o maior volume da precipitação que ocorre na região litorânea. 
A Embrapa coletou mudas encontradas no entorno da capital do Rio Grande do Norte, para multiplicação por estaquia. A Embrapa Semiárido, em Petrolina (PE), está desenvolvendo a versão sem espinhos como material forrageiro, que já foi plantada em propriedades na Paraíba. No Ceará, a Universidade Federal do Ceará (UFC), por meio do Centro de Zootecnia, desenvolve projetos numa reserva de 246 hectares em Tauá, também com algumas mudas da espécie sem espinhos.

## História
A utilização da planta se deu primeiramente pelos povos indígenas da Caatinga, sendo usado na alimentação ou em tradições. Atualmente, o povo Fulni-Ô, de Pernambuco, ainda usa o mandacaru na sua dieta e na sua medicina tradicional, mantendo um conhecimento milenar. 

## Potencial forrageiro do mandacaru

### Plantio
Para a instalação de um campo de mandacaru, basta o produtor cortar pedaços dos galhos da planta, deixar secar de um dia para o outro, e enterrar apenas uma parte no solo. É um processo bem simples e de custo baixíssimo. Para ter sucesso é necessário que o plantio aconteça pelo menos um mês antes do início das chuvas. No segundo ano do plantio já se pode fazer o primeiro corte. De uma única planta, e sem risco de morte, é possível retirar material para o cultivo de outras cem.[carece de fontes?]
Os tratos culturais requeridos são os mesmos da palma, ou seja, simplesmente a capina. Se o agricultor tiver esterco de curral, pode usar como adubo, já que o mandacaru responde bem à adubação orgânica. As técnicas simples para o plantio e manejo favorecem a implantação dos cultivos. Todos estes procedimentos são de baixo custo. Testes realizados em campos experimentais da caatinga, e em propriedades de agricultores revelam o bom desempenho produtivo da espécie nativa. Em um hectare de caatinga, no espaçamento de 100 metros por 100 metros, é possível cultivar cerca de dez mil plantas e colher 78 toneladas de matéria verde ou 13,26 toneladas (17%) de matéria seca.[carece de fontes?]

### Colheita para alimentação animal
Depois de queimados os espinhos dos ramos novos, essa cactácea pode ser usada para a alimentação animal, caracterizando-se como uma ótima fonte de alimento alternativo para bovinos, ovinos e caprinos no período da estiagem. Com teores de proteína em torno de 11,41% e produção média de 78 toneladas por hectare, é uma planta com potencial forrageiro semelhante ao da palma. Cultivada em uma área da propriedade, a espécie é uma alternativa barata para melhor estruturar os sistemas de produção da agricultura familiar.[carece de fontes?]